# Diocèse de Mésie
Le diocèse de Mésie (Dioecesis Moesiarum, Διοίκησις Μοισιών) était un diocèse de l'ancien Empire romain, qui correspond, dans les frontières actuelles, à la partie ouest de la Bulgarie, au centre de la Serbie, au Monténégro, à l'Albanie, à la Macédoine du Nord et à la Grèce.

## Histoire

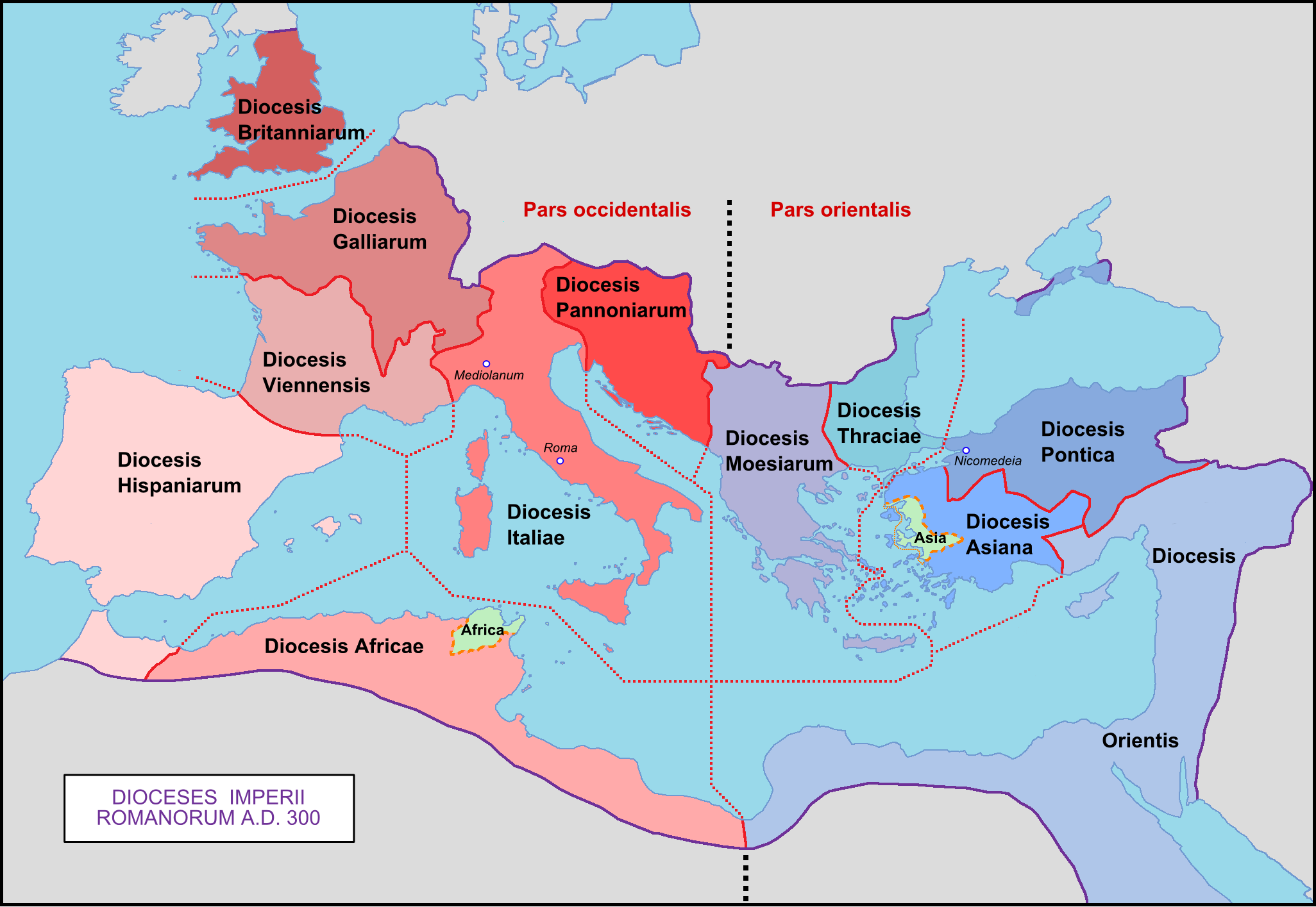
Les diocèses de l'Empire romain en 300
L'Empire romain durant la Tétrarchie (293-324)
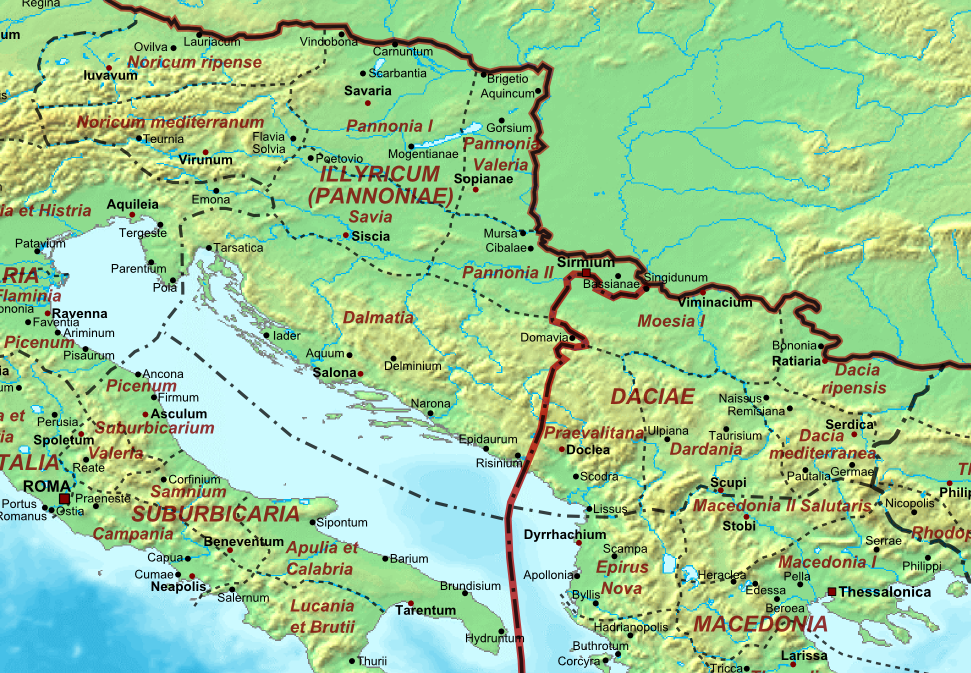
Illyricum et Dacie vers 400
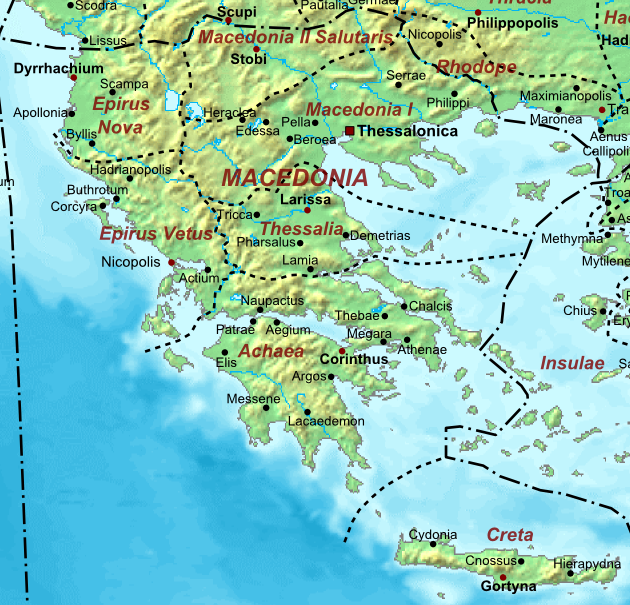
Macédoine et Grèce vers 400
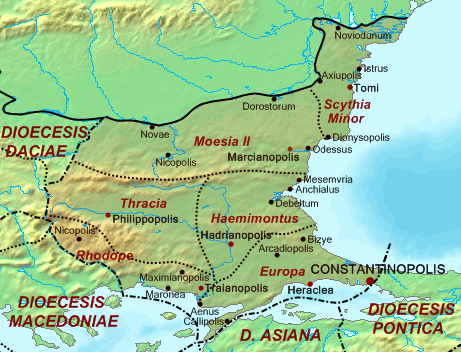
Diocèse de Thrace vers 400

Le diocèse de Mésie est l'un des douze diocèses sur lesquels s'appuie Dioclétien (284 - 305) pour diviser l'Empire romain lors de ses réformes administratives. Il englobe la majeure partie de l'ancienne Grèce et des terres de l'Illyrie, s'étirant ainsi de la Crète jusqu'au Danube. Durant la Trétrarchie, le diocèse est sous la juridiction de Galère, qui le garda sous son contrôle durant tout son règne en tant qu'Auguste (305 - 311). Il meurt et est enterré dans la cité de Felix Romuliana, sur le territoire du diocèse de Mésie.
Le diocèse est par la suite divisé entre le diocèse de Macédoine au Sud et le diocèse de Dacie au Nord, probablement sous Constantin Ier (306 -337), bien que la division ne soit pas attestée avant environ 370. Les deux nouveaux diocèses sont regroupés sous la nouvelle préfecture du prétoire d'Illyricum dans la seconde moitié du IVe siècle, et qui recouvre essentiellement la même région que le diocèse de Mésie.

## Administration
Après les réformes administratives de l'empereur Dioclétien, le diocèse de Mésie est composé des provinces de, :
- Achaea : Achaïe (province romaine) (de -146/27 à 600/650), capitale Corinthe (histoire de Corinthe dans l'Antiquité),
- Creta (Crète romaine) : Crète et Cyrénaïque (de -67 à +297), Crète byzantine (297-824/827), capitale Gortyne,
- Dacia Mediterranea (en) (320c-602c) (partie Sud, à l'intérieur de la Dacie aurélienne), capitale Sardica (actuelle Sofia, Bulgarie),
- Dacia Ripensis (en) (283-586), partie danubienne (Nord) de la Dacie aurélienne, capitale Ratiaria (actuelle Artchar, Bulgarie),
- Dardania, Dardanie, partie Sud de la Mésie supérieure, capitales : Naissus (Naviskos, actuelle Niš, Serbie), Colonia Flavia Ælia Scupi (transférée à Skopje après le séisme de 518), Ulpiana (Justiniana Secunda, Gračanica (Kosovo), Lipljan),
- Epirus vetus (Nicopolis d'Épire), Epirus nova (Epidamnos / Dyrrachium / Durrës) : Épire romaine et byzantine (de -167 à 580/590),
- Provincia Insularum : Îles (province romaine), Rhodes,
- Macedonia I, Macedonia II Salutaris (395-650c), capitale Thessalonique, dans l'Empire byzantin : voir Macédoine (province romaine) (de -148/146 à 395),
- Moesia Prima, capitale Viminacium, actuelle Kostolac, Serbie), plusieurs fois détruite, Legio VII Claudia,
- Praevalitania, Prévalitaine (partie Est de la Dalmatie, Monténégro, Kosovo), capitale Doclea (Illyria) (Titograd, actuelle Podgorica, Monténégro) puis Scodra (Scutari, actuelle Shkodër, Albanie),
- Thessalia Prima, Thessalia Secunda : Thessalie (de -146 à ?), capitale Lárisa (Larissa).